# Turnhoutse Patriot
Turnhoutse Patriot is een Belgisch bier. Het wordt gebrouwen door de Scheldebrouwerij te Meer in opdracht van Brouwerij Het Nest uit Turnhout.

## Achtergrond
Turnhoutse Patriot werd begin maart 2012 gelanceerd ter gelegenheid van de viering van 800 jaar Turnhout. In 1212 verkreeg Turnhout haar stadsrechten van hertog Hendrik I van Brabant. Op het etiket staat onder de naam van het bier dan ook “800 jaar Turnhout 2012”.

De naam van het bier verwijst naar de patriotten die meevochten in de Slag bij Turnhout in 1789. Dit was een veldslag tegen de Oostenrijkers die aanleiding gaf tot een korte onafhankelijkheid van de Zuidelijke Nederlanden. Deze slag wordt jaarlijks herdacht in Turnhout. Op het etiket staat boven de naam van het bier “Anno 1789” als verwijzing naar het jaar van deze veldslag. De tekening op het etiket is een patriot, met op de achtergrond Turnhoutse gebouwen. De patriot met de vlag verwijst ook naar het standbeeld van Leo Van Herwegen van “De Patriot” dat in 1989 ter gelegenheid van de herdenking van 200 jaar Slag bij Turnhout werd ingehuldigd.

## Het bier
Turnhoutse Patriot is een blonde saison met een alcoholpercentage van 6,5%.